# Goetzingen
Ne doit pas être confondu avec Goetzinger.
Goetzingen (luxembourgeois: Gëtzen) est une section de la commune luxembourgeoise de Koerich située dans le canton de Capellen.